# The Look of Love (Madonna-Lied)
The Look of Love ist ein Lied der US-amerikanischen Sängerin Madonna aus dem Soundtrack des Films Who’s That Girl von 1987. Er wurde als dritte und letzte Single des Albums am 25. November 1987 bei Sire Records veröffentlicht und avancierte in einigen Ländern zum Top-Ten-Erfolg.

## Entstehung und Inhalt
The Look of Love wurde von Madonna und Patrick Leonard geschrieben und produziert. Als Madonna Songs für den Soundtrack des Films Who’s That Girl, damals noch Slammer betitelt, benötigte, hatte sie sich an Stephen Bray und Leonard gewandt, mit denen sie 1986 ihr drittes Studioalbum True Blue geschrieben und produziert hatte.
Sie benötigte einen Uptempo-Song und einen Downtempo-Song. Sie kam an einem Donnerstag ins Studio, als Leonard den Refrain der Songs entwickelte. Er übergab diese Kassette an Madonna, die ins Hinterzimmer ging und die Melodie und die Texte der Songs fertigstellte, während Leonard an den anderen Teilen arbeitete. Der Uptempo-Song, der entwickelt wurde, war Who’s That Girl, die erste Single aus dem Soundtrack, und der Downtempo-Song, der am Tag danach entwickelt und geschrieben wurde, war The Look of Love.

„Ich hatte einige sehr spezifische Ideen im Kopf, Musik, die für sich allein stehen und das Geschehen auf der Leinwand unterstützen und verbessern würde, und die einzige Möglichkeit, dies zu verwirklichen, bestand darin, die Stücke selbst zu schreiben. [...] Die Songs handeln nicht unbedingt von Nikki [ihrem Charakternamen im Film] oder wurden geschrieben, um von jemandem wie ihr gesungen zu werden, aber es gibt einen Spirit in dieser Musik, der sowohl festhält, worum es im Film als auch in den Charakteren geht, denke ich.“

Madonna ließ sich von dem Blick inspirieren, den Schauspieler James Stewart der Schauspielerin Grace Kelly im Film Das Fenster zum Hof von 1954 zuwarf. Madonna sagte: „Ich kann es nicht beschreiben, aber ich möchte, dass jemand mich so ansieht, wenn er mich liebt. Es ist der reinste Ausdruck von Liebe und Anbetung. Wie Hingabe. Es ist erschütternd.“

## Veröffentlichung und Rezeption
The Look of Love wurde am 25. November 1987 als dritte Single aus dem Soundtrack im Vereinigten Königreich, einigen europäischen Ländern und Japan veröffentlicht, jedoch nicht in den USA. I Know It, ein Titel von Madonnas selbstbetiteltem Debütalbum wurde als B-Seite ausgewählt. 1989 wurde der The Look of Love dann als B-Seite für die Single Express Yourself verwendet.
Der Song wurde im Vereinigten Königreich (Platz neun), Irland (Platz sechs) sowie in Belgien (Flandern, Platz zehn) zum Top-Ten-Erfolg. In Deutschland erreichte die Single Platz 34, in der Schweiz Platz 20 und in den Niederlanden Platz zwölf.
Madonna spielte das Lied auf der Who’s That Girl-Welttournee an siebter Stelle in der Setlist.
| ChartsChartplatzierungen     | Höchstplatzierung | Wochen |
| ---------------------------- | ----------------- | ------ |
| Deutschland (GfK)            | 34 (7 Wo.)        | 7      |
| Schweiz (IFPI)               | 20 (3 Wo.)        | 3      |
| Vereinigtes Königreich (OCC) | 9 (7 Wo.)         | 7      |